# Tshopo (Provinz)
Koordinaten: 0° 30′ N, 25° 0′ O
Tshopo ist eine Provinz in der Demokratischen Republik Kongo. Die Hauptstadt von Tshopo ist die Großstadt Kisangani. Die Einwohnerzahl des Gesamtgebiets betrug im Jahr 2015 etwa 2.352.000.

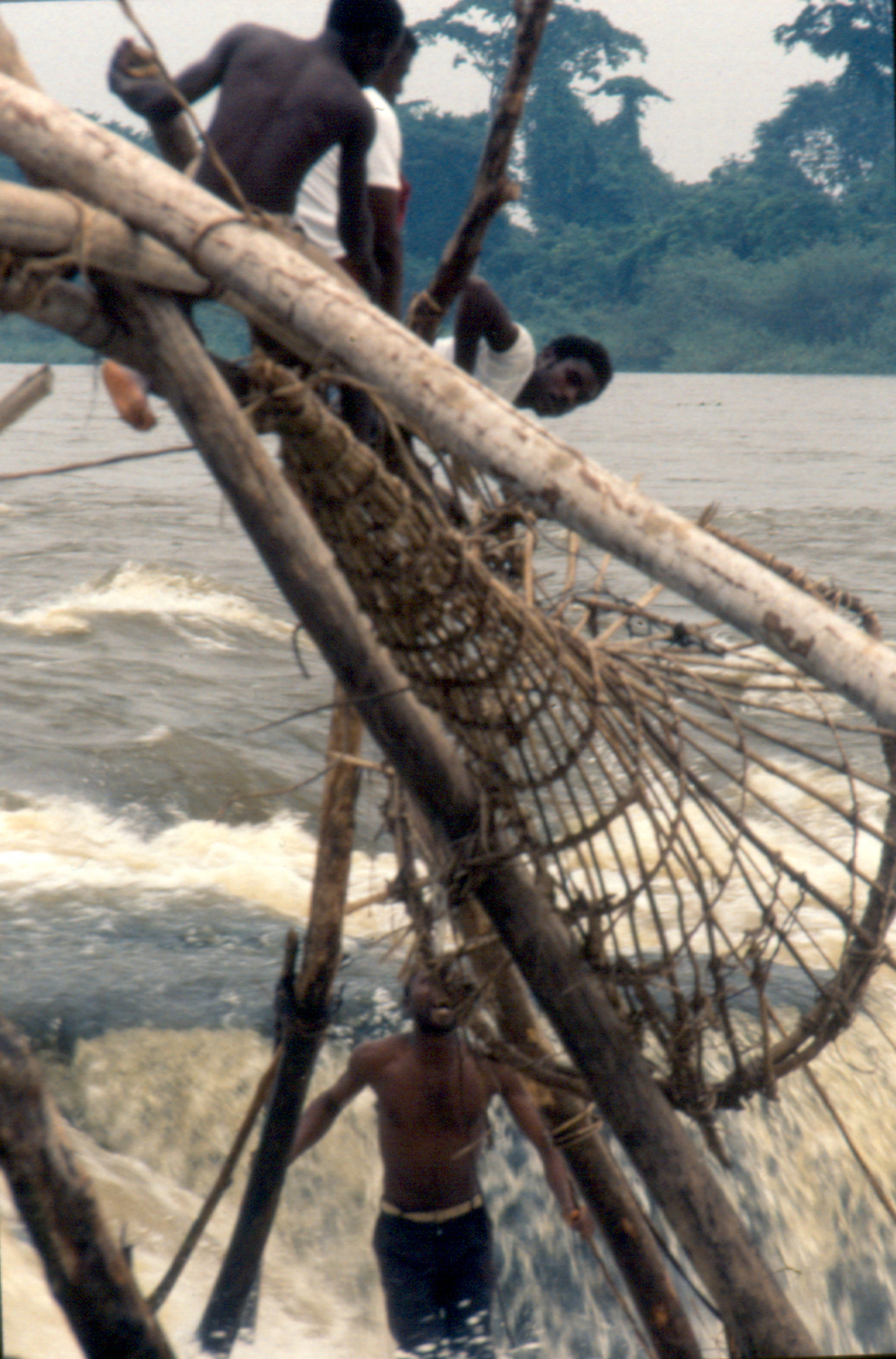
Fischerei im Kongo-Fluss bei Kisangani

## Geografie

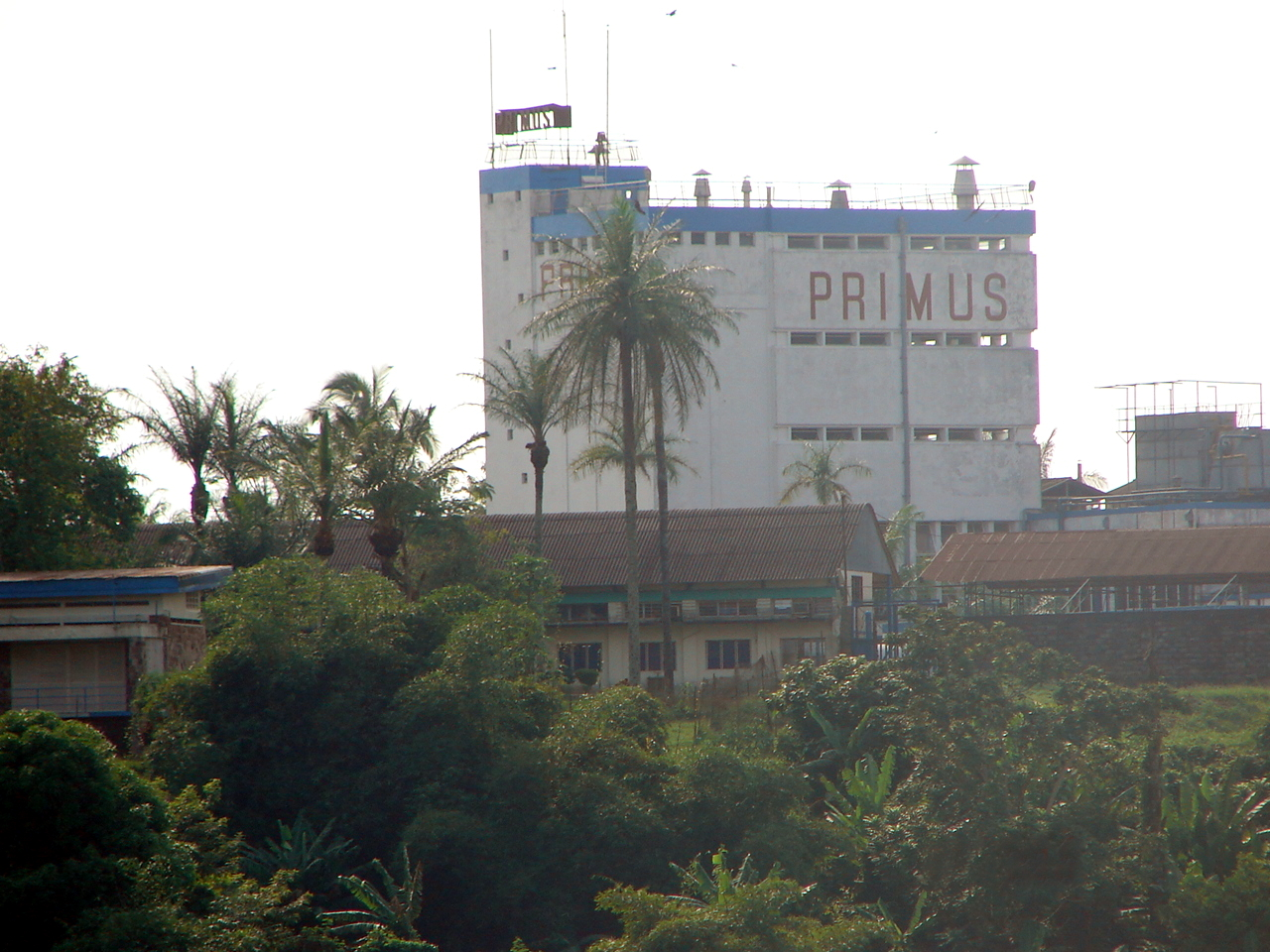
Usine de Bralima in der Provinzhauptstadt Kisangani

Die Provinz liegt im Nordosten des Landes, am Fluss Kongo. Der Fluss Tshopo, nach welchem das Gebiet benannt wurde, fließt durch Kisangani.
Die Provinz grenzt im Nordwesten an Mongala, im Norden an Bas-Uele, im Nordosten an Haut-Uele, im Osten an Ituri und Nord-Kivu, im Süden an Maniema und Sankuru und im Westen an Tshuapa.

### Verwaltungsgliederung
Die Provinz unterteilt sich in die sieben Territorien Bafwasende, Banalia, Basoko, Isangi, Opala, Ubundu, Yahuma sowie die Stadt Kisangani.

## Geschichte
Im Rahmen der neuen Staatsverfassung von 2005 sollte die Verwaltungsstruktur der Demokratischen Republik Kongo grundlegend geändert und der Staat damit dezentralisiert werden. Geplant war dabei die Zahl der Provinzen von elf auf 26 zu erhöhen und diesen stärkeren politischen Einfluss zu geben.
Dabei sollte die Provinz Orientale, zu der Tshopo bis dahin gehörte, aufgelöst und durch vier neue Provinzen, darunter auch Tshopo, ersetzt werden. Die Verwaltungsreform wurde allerdings mehrmals verschoben und 2011 abgesagt, schließlich 2015 doch umgesetzt und Tshopo damit zur Provinz erhoben.